# 第31回日本レコード大賞
第31回日本レコード大賞（だい31かいにほんレコードたいしょう）は、1989年（平成元年）12月31日に日本武道館で行われた、31回目の『日本レコード大賞』である。平成最初の日本レコード大賞。

## 概要
この回と次回の男性司会は、当時TBSテレビ番組『わいわいスポーツ塾』の司会を務め、また同じくTBSテレビ番組『世界・ふしぎ発見!』と『クイズ!!ひらめきパスワード』（毎日放送制作）のレギュラー解答者を務めていた板東英二が担当、初の「プロ野球出身者」が担当する。また女性司会は、日本テレビアナウンサー出身の楠田枝里子が担当、「フリーアナウンサー」担当はNHK出身の高橋圭三・森本毅郎に次いで3人目で、「女性」と「民放出身」は共に初となる。なお楠田は翌1990年より、フジテレビの歌謡祭番組『FNS歌謡祭』を2004年まで務め、日本2大歌謡祭番組の司会を担当する事となる。
第31回の大賞は、Winkの「淋しい熱帯魚」に決定した。Winkは初の受賞。女性アイドルデュオが受賞するのは、第20回のピンク・レディー以来11年ぶり。アイドル歌手の受賞は第27回（1985年）から5年連続。大賞を発表したプレゼンターは、少年隊の東山紀之（翌日放送『源義経』の番宣で出演）。最優秀歌唱賞のプレゼンターは島倉千代子が務めた。
美空ひばりの「川の流れのように」、前年からの2連覇を狙った光GENJIの「太陽がいっぱい」、年間ベスト10に3曲を送り込むなどブームとなったWinkの「淋しい熱帯魚」が三つ巴となり混戦になった。そんな中、当初マスコミの間では美空ひばりが有力視されたが、故人の歌手に大賞を与えることに前例がないことからまとまらず、最終的に多くの票がWinkに流れ、予想外の大差となった。大賞はWink、次点は美空ひばり、3位は光GENJI。
大賞決定後、審査会場で緊急動議が提出され、この年に亡くなった国民的人気歌手、美空ひばりに特別栄誉歌手賞が満場一致で承認・授与された。また「美空ひばり賞」が新設された。
最優秀新人賞を受賞したマルシアには、故郷ブラジルから中継をつなぎ親族・友人が声援を送った。最優秀新人賞発表では、TBSスタジオの審査会場から開票を長峰由紀（当時TBSアナウンサー）が実況した。
翌第32回（1990年）から「歌謡曲・演歌部門」・「ポップス・ロック部門」が創設されることになった。
視聴率は7.7P下落の14.0%。21年ぶりに10%台に転落。第40回NHK紅白歌合戦が午後7時20分開始に繰り上げたため、時間帯が重なりその影響を大きく受ける。
TBSは「拡大紅白は今回限り」と認識していたため、この時のNHKの対応には目を瞑る姿勢を示した。
この年より、山形県のTBS系列局として10月に開局したテレビユー山形にもレコード大賞が生中継されるようになった。

## 司会
- 板東英二
- 楠田枝里子

進行補佐
- 松下賢次（TBSアナウンサー）

ゲスト
- ジェームス三木

## 受賞作品・受賞者一覧

### 日本レコード大賞
- 「淋しい熱帯魚」
  - 歌手:Wink
  - 作詞:及川眠子
  - 作曲:尾関昌也
  - 編曲:船山基紀 - 12年ぶり2度目。
  - 所属事務所:アップライトミュージック
  - レコード会社:ポリスター

### 特別栄誉歌手賞
- 美空ひばり「川の流れのように」

### 最優秀歌唱賞
- 石川さゆり「風の盆恋歌」
  - 歌手:石川さゆり - 4年ぶり2度目。

### 最優秀新人賞
- マルシア（曲:「ふりむけばヨコハマ」）

### アルバム大賞
- 「CIRCUIT of RAINBOW」
  - 歌手:杏里

### 金賞（大賞ノミネート作品）
- 「男の情話」
  - 歌手:坂本冬美 - 2年連続2度目。
- 「風の盆恋歌」
  - 歌手:石川さゆり - 3年ぶり3度目。
- 美空ひばり「川の流れのように」
  - 歌手:美空ひばり - 単独賞時代の大賞を含めると24年ぶり2度目。
- 「北国へ」
  - 歌手:細川たかし - 2年連続7度目。
- 「淋しい熱帯魚」　
  - 歌手:Wink
- 「TIME ZONE」　
  - 歌手:男闘呼組
- 「太陽がいっぱい」
  - 歌手:光GENJI - 2年連続2度目。
- 「ユア・マイ・ライフ」
  - 歌手:荻野目洋子 - 4年連続4度目。
- 「酔いどれて」
  - 歌手:桂銀淑
- 「リゾ・ラバ」
  - 歌手:BAKUFU-SLUMP

### 新人賞（最優秀新人賞ノミネート）
- 尾鷲義人（曲:「恋やどり」）
- 川越美和（曲:「夢だけみてる」）
- 香田晋（曲:「男同志」）
- 田村英里子（曲:「真剣」）
- マルシア（曲:「ふりむけばヨコハマ」）

### 優秀アルバム賞
- 「I・B・W」
  - 歌手:BAKUFU-SLUMP
- 「男闘呼組 二枚目」
  - 歌手:男闘呼組 - 2年連続2度目。
- 「CAROL 〜A DAY IN A GIRL'S LIFE 1991〜」
  - 歌手:TM NETWORK
- 「CIRCUIT of RAINBOW」
  - 歌手:杏里
- 「昭和」
  - 歌手:長渕剛 - 3年連続3度目。単独賞時代のアルバム大賞を合わせると4度目。
- 「Seven Heaven」
  - 歌手:チェッカーズ - 4年ぶり3度目。
- 「Delight Slight Light KISS」
  - 歌手:松任谷由実 - 2年連続8度目。
- 「5 1/2」
  - 歌手:米米CLUB
- 「Return to Myself」
  - 歌手:浜田麻里
- 「LET'S GET CRAZY」
  - 歌手:プリンセス・プリンセス

### アルバムニューアーティスト賞
- BO-GUMBOS「BO&GUMBO」

### 作曲賞
- 「川の流れのように」（歌・美空ひばり）
  - 作曲:見岳章
- 「DIVE INTO YOUR BODY」（歌・TM NETWORK）、「ドリームラッシュ」（歌・宮沢りえ）
  - 作曲:小室哲哉

### 編曲賞
- 「維新のおんな」（歌・松原のぶえ）
  - 編曲:川口真

### 作詩賞
- 「好色一代女」（歌・内田あかり）
  - 作詞:吉岡治

### 企画賞
- 和田弘とマヒナスターズ歌唱による 「マヒナ・ルネッサンス」
- 牧村三枝子歌唱による 「職人さん」
- 原田悠里歌唱による 「おもいで暦」
- 三笠優子歌唱による 「愛彩歌集」

### 美空ひばり賞
- 松原のぶえ

### 日本作曲家協会特別功労賞
- 古関裕而

## TV中継スタッフ
- 構成：福岡秀広、原すすむ、加藤芳一
- プロデューサー：塩川和則
- 演出：難波一弘
- 舞台監督：利根川展
- 中継ディレクター：大崎幹
- 音楽・指揮: 小野寺忠和
- 演奏：高橋達也と東京ユニオン、ベストアンサンブル
- コーラス：ルージュ
- 踊り：花柳糸之社中、ダンシングクイーン
- 振付：花柳糸之、三浦亨
- 技術：椎木洋次（日本武道館）
- TD：佐藤満（日本武道館）
- 映像（カメラ）：佐藤秀樹（日本武道館）
- カラー調整：梶一郎（日本武道館）
- 音声：浜田毅（日本武道館）
- 照明：塚田剛太郎（日本武道館）
- 音響：若林宏夫
- 美術制作：和田一郎
- 美術・美術デザイン：三原康博
- 映像協力：東宝、松竹
- 演出スタッフ：
- 技術協力：SBC（長野中継）、CBC（三重中継）、MRT（鹿児島中継）、RKB（福岡中継）、TV RECORD（ブラジル中継）、千代田ビデオ（赤坂豊川稲荷中継）
- 製作著作：TBS